# HMS Hebe (J24)
«Гебе» (англ. HMS Hebe (J24) — військовий корабель, тральщик типу «Гальсіон» Королівського військово-морського флоту Великої Британії часів Другої світової війни.
Корабель брав участь у бойових діях на морі в Другій світовій війні, переважно бився у Північній Атлантиці, у Середземному морі, супроводжував арктичні та мальтійські конвої.

## Історія створення
Тральщик «Гебе» закладений 27 квітня 1936 року на верфі HMNB Devonport у Девонпорті. 28 жовтня 1936 року він був спущений на воду, а 23 жовтня 1937 року увійшов до складу Королівських ВМС Великої Британії. 

## Бойовий шлях

### Початок війни
Ще до початку воєнних дій у Європі, «Гебе» разом з тральщиками «Брамбл», «Сігал», «Хазард», «Брітомарт», «Шарпшутер» і «Спіді» за наказом командування провели навчання з перевірки мінної безпеки в затоці Лайм. З початком війни переведений до Скапа-Флоу.
14 жовтня разом з іншими тральщиками прибув до Клайду, куди перейшов Домашній флот імперії після затоплення німецьким підводним човном U-47 капітан-лейтенанта Г. Пріна лінкора «Роял Оук», з метою прочісування навколишніх вод та виявлення німецьких мін і підводних човнів.

### 1940
Корабель брав активну участь у Дюнкеркській евакуації, забравши з французького берега 365 офіцерів та солдатів Британського експедиційного корпусу та пославши 29 травня 1940 року гічку за фельдмаршалом Джоном Ґортом, командувачем БЕК.

### 1942
У червні 1942 року тральщик залучався до проведення операції «Гарпун» — спробі Королівського військово-морського флоту Великої Британії провести конвой на Мальту під час битви на Середземному морі.
Операція «Гарпун» проводилася у надзвичайно складних умовах при активній протидії з боку італійсько-німецьких ВПС. Під час боїв британський конвой зазнав колосальних втрат. «Гебе» дістав серйозних пошкоджень від ураження італійським крейсером «Раймондо Монтекукколі».

### Загибель
22 листопада 1943 року «Гебе» підірвався біля італійського порту Барі на міні, встановленій U-453. Тральщик швидко перекинувся та затонув, забравши життя 35 людей, 72 чоловіки врятувалися, з них половина була поранена.